# SN 2011by
SN 2011by是一颗Ia型超新星，由中国天文爱好者金彰伟和高兴在2011年4月26日发现。它位于NGC 3972中心偏东5.3"，偏北19.1"。